# Llengües macro-gê
Les llengües macrogê és una macrofamília de llengües d'Amèrica del Sud que inclou la família de llengües gê i altres llengües del Brasil. Com a unitat filogenètica aquest grup fou proposat per primera volta al 1926 per W. Schmidt, i es mantingué després amb modificacions que varien d'un autor a altre. Kaufman (1990) troba la hipòtesi de parentiu filogenètic com a "probable".

## Classificació
El nom macrogê fou proposat per primera vegada per J. A. Mason per referir-se a un ampli grup de llengües del Brasil, que suposaven relacionades amb les llengües gê. W. Schmidt hi havia emprat abans el nom ges-Tapuya, i C. Loukotka el nom tapuya-žé, en el mateix sentit. Que tots els subgrups inclosos en aquesta denominació formen una macrofamilia és una hipòtesi de treball que difereix d'un autor a altre en els detalls:
- C. Loukotka (1942) inclogué 8 famílies dins de la macrofamilia tapuya-žé: Žé (gê), opaie (ofayé), kaigán (kaingáng), coroado (purí), mašakali (maxakalí), patašo (pataxó), botokudo (krenák) i kamakan (kamakã).
- C. Nimuendajú (1946) considerà el malalí una família independent.
- Mason (1950) afegí el malalí i el coropó (koropó) al macrogê, però en deixà fora l'ofayé i el Iaté (Yatê).
- Davis (1966) sobre una bona base comparativa demostrà que el kaingnáng és un membre de la família gê. I el 1968 aportà evidència de correspondències regulars entre les llengües gê i el maxakalí així com entre el gê i el karajá, esmentant possibles connexions del macrogê amb el bororó, el tupí i el fulnió (Yatê).
- Guérios (1939) havia presentat evidències del parentiu del bororó oriental i dues llengües gê septentrionals, el timbira (Canela) i el kayapó.
- Gudschinsky (1971) comparant l'ofayé amb la reconstrucció de Davis del proto-Yê mostrà que probablement aquest grup era part del macrogê.
- Boswood (1973) aportà alguna evidència lèxica en favor de la pertinença del rikbaktsá al macrogê.
- A. Rodrigues (1986) hi inclogué el karirí i el guató, i considerà que el pataxó i el malalí havien de ser part de la família maxakalí.
- J. Greenberg (1987) considerà que tots els grups esmentats tret del karirí formaven part del macrogê, afegint-hi a més el chiquito, l'oti i yabutí (jabutí). I tot i que Greenberg considera aquests tres últims grups "tan vàlidament macrogê com els altres", la magra evidència que presenta no prova aquesta afirmació.
- Kaufmann (1994) en deixa fora el yabutí i l'oti, així com al karirí, però manté dins del macrogê el chiquito.
- Eduardo Ribeiro, de la Universitat de Chicago, ha observat l'absència d'evidències que permeten classificar el fulnio (yatê) o el guató com a part del macrogê, així com ho va fer Kaufman per a l'oti i el chiquito.

### Llengües de la família

Branques de les llengües macrogê

Gran part de les llengües incloses en la hipòtesi macrogê són llengües mortes pobrament documentades. Això fa que siga difícil precisar les seues relacions dins de la macrofamília macrogê. La classificació proposada per A. Rodrigues (1999) i, ampliada per E. Ribeiro i H. Van der Voort (2010):
1. Llengües gê, 13 llengües en tres branques:
  1. Gê septentrional
    1. Yaikó (†, SE Piauí)
    2. Timbira (Pará, Tocantins) variants: Canela: 1.800 (2001); Gavião: 811 (2005); Krinkatí: 420 (1995); Krahô: 2.000 (1999); Krenjé: 30 (1995).[6][7][8][9][10]
    3. Apinajé (N Tocantins): 1.260 (2003);[11]
    4. Kayapó (E. Mato Grosso, S Pará): 2.200 (1986); 7.100 (2003), variants: A'ukré, gorotire, kararaô, kikretum, menkrangnotí, xikrin.[12][13]
    5. Panará (kren-akarôre) (N. Mato Grosso, SO Pará): 250 (2004);[14]
    6. Suyá (Mato Grosso): 330 (2002); variants: tapuyana (tapayúna), suyá;[15]

  2. Gê central:
    1. Xavante (SE Mato Grosso, abans també N Goiás): 10.000 (2000); 7.000 (2002);[16][17]
    2. Xerente (Tocantins): 1.810 (2000);[18]
    3. Xakriabá (Minas Gerais): ?[19]

  3. Gê meridional
    1. Kaingang (São Paulo, Santa Catarina, Paraná, Rio Gran do Sul): 20.000 (2002); 18.000 (2003); 21.000 (2008);[20][17][21][22]
    2. Xokleng (Santa Catarina): 760 (1995);[23]
2. Llengües kamaka [extintes]
  1. Kamakã (†, SE Bahia, NE Espírito Santo)
  2. Mongoyó (†, SE Bahia)
  3. Menién (†, SE Bahia)
  4. Kotoxó (†, SE Bahia)
  5. Masakará (†, SE Bahia)
3. Llengües maxakalí
  1. Maxakalí (NE Minas Gerais, N Espírito Santo): 800 (1997)[24]
  2. Kapoxó (†, variants: kumanaxó, panháme; NE Minas Gerais, SE Bahia);
  3. Monoxó (†, NE Minas Gerais, ES Bahia)
  4. Makoní (†, NE Minas Gerais)
  5. Malalí (†, NE Minas Gerais)
  6. Pataxó (†, 4600 (grup ètnic), variants: hãhãhãi; SE Bahia)
4. Llengües krenak
  1. Krenák (Botocudo) (NE Minas Gerais, N i C Espírito Santo, abans SE Bahia): 150 (1997); variants: nakrehé, nakpié, nakyanúk, nakyapmã, nyepnyep, etwet, minyãyirún, yiporók, pojitxá, potén, krekmún, bakuén, aranã.[25]
  2. Guerén (†, SE Bahia)
5. Llengües purí [extintes]
  1. Purí (†, Espírito Santo, Rio de Janeiro, NE São Paulo, SE Minas Gerais)
  2. Koropó (†, Espírito Santo)
  3. Coroado (†, Espírito Santo)
6. Llengües karirí [extintes]
  1. Kipeá (kirirí) (†, 1830 (grup ètnic), NE Bahia, Sergipe)
  2. Dzubukuá (†, illes del riu São Francisco en N Bahia)
  3. Sabuyá o sapoyá (†, C Bahia)
  4. Kamurú (Pedra Blanca) (†, E Bahia)
7. Idioma yatê (fulniô o carnijó, Pernambuco): 2.930 (1999); 2.788 (2006);[26][27]
8. Idioma karayá (E Mato Grosso, O Tocantins): 2.700 (1988); 3.600 (1999), variants: karayá, yavaé, xambiwá.[12][28]
9. Ofayé (opaié) (E Mato Grosso do Sul): 15 (2005) variants: ivinheima, vacaria.[29]
10. Llengües bororo
  1. Bororo oriental (S Mato Grosso): 1.020 (1997)[30]
  2. Bororo occidental (†, E Mato Grosso)
  3. Umutina (O Mato Grosso): ?[31]
  4. Otúke (†, E Bolívia) variants: kovare[ca], kurumina[ca]
11. Guató (SO Mato Grosso): 40 (1995)[32]
12. Rikbaktsá (N Mato Grosso): 910 (2001)[33]
13. Yabutí (Jabutí)
  1. Arikapú (o mashubi, Rondônia): 6 (1998)[34]
  2. Yeoromichí o djeoromitxí (Rondônia): 5 (1990)[35]

### Semblança lèxica
Hi ha una gran disparitat lèxica en la família macrogê, raó per la qual els lingüistes difereixen sobre el nombre de branques que compondrien la família. El projecte comparatiu ASJP, basat només en comparacions de vocabulari, no pot establir-ne la relació exacta entre alguns grups, i l'arbre filogenètic que proposa per a aquestes llengües consta de 9 parts, sense que es puga explicitar sobre la base de la informació disponible la relació entre elles. Se n'obtenen 9 branques a partir de la comparació lèxica.

### Relacions amb altres famílies
Les llengües macrogê comparteixen una morfologia irregular amb les famílies tupí i carib. Rodrigues (2000) i Ribeiro les connecten com una família gê-tupí-carib.
Viegas Fangs ha trobat una sèrie de semblances entre el sistema pronominal de les llengües macrogê i les mataco-guaicurú, semblants a les similituds que altres autors han assenyalat entre el macrogê i el chiquito.

## Distribució geogràfica i història

### Distribució geogràfica
Tot i que moltes llengües macrogê es parlen a l'Amazònia brasilera, la distribució geogràfica és més circumamazònica, envoltant l'Amazònia per l'est i el sud. La majoria de llengües es concentren a l'est i nord-est de Brasil, tot i que alguns pocs grups habiten al centre i el sud-oest de Brasil. L'única llengua macrogê coneguda parlada fora de l'actual Brasil és l'otuke, que es parlava a l'est del riu Paraguai a Bolívia.
Des d'un punt de vista geogràfic el domini de les llengües macrogê pot dividir-se en tres àrees: oriental, central i occidental, que s'estenen diagonalment al llarg de les terres baixes de Sud-amèrica de l'est i nord-est atlàntic al curs alt del riu Paraguai:
- El grup central inclou el karayá i les llengües gê: s'estén aquesta última al nord i al sud al llarg de la sabana fins a Piauí i Maranhão al nord, i fins a Rio Grande do Sul al sud. El karayá s'estén al llarg d'un eix nord-sud, però es limita a la vall del riu Araguaia, incloent l'illa Bananal.
- El grup oriental n'estaria format pel purí, el krenák, el maxakalí, el kamakã, el karirí i el yatê. El purí s'estenia al llarg del riu Paraíba do Sul i s'expandia al nord fins al riu Doce. El krenák s'estenia des del riu Doce al Paraguaçu al NE de Minas Gerais, el centre i N d'Espírito Santo i SE de Bahia. La família maxakalí anava des dels rius Sapucaí i São Mateus fins al riu Jequitinhonha a l'E de Minas Gerais, N d'Espírito Santo i SE de Bahia. El kamakã es trobava entre els rius Jequitinhonha i Contas al SE de Bahia. El karirí se situava sobretot entre l'Itapicuru i el curs mitjà i baix del São Francisco al centre i NE de Bahia i el S de Sergipe. El yatê se situa al nord del baix São Francisco a Pernambuco.
- El grup occidental inclou el boróro, l'ofayé, el rikbaktsá i el guató. El boróro s'estén des del naixement de l'Araguaia a Bolívia oriental i el guató es troba en el curs alt del Paraguai, al sud-est del bororó. L'ofayé ocupava un franja de l'alt Paraná des de la dedembocadura del Tietê cap avall, passant per la desembocadura del Pranapanema. El rikbaktsá es localitza lluny cap al nord sobre el riu Juruena, un dels principals centres dels tapajós; el rikbaktsá és l'únic grup macrogê que es troba exclusivament dins de l'Amazònia (tot i que algunes ètnies d'altres grups també ocupen l'Amazònia: els panará, els suyá, els tapayuna i els kayapó). És probable que tots aquests grups entraren tardanament a l'Amazònia per la pressió dels invasors portuguesos.

### Història
Al s. XVI, quan els europeus, sobretot portuguesos i francesos, arribaren a la costa oriental de Sud-amèrica, la major part de les àrees costaneres estava ocupada per ètnies que parlaven llengües tupí-guaranís, tot i que en alguns llocs ètnies macrogê viatjaven estacionalment a la costa per obtenir recursos de la mar. N'era el cas per exemple dels maromomim o guarulho i dels waitaká les llengües dels quals no estan ben documentades, tot i que se sospita que eren del grup purí.
La majoria de pobles macrogê ocupen terres a la sabana oriental de Brasil, i molt poques ètnies viuen a l'Amazònia. És possible que aquests grups actualment a l'Amazònia entraren tardanament per la pressió dels invasors portuguesos sobre les terres cultivables de la sabana. Durant el s. XVIII els panará vivien a la conca del Paraná, al sud de l'actual Goiás, on se'ls coneixia com a kayapó. Després de la seua desaparició per causa de la guerra contra ells, el mateix nom s'aplicà a altres grups gê la llengua dels quals era semblant, però no la mateixa. Al 1968 es trobà una gran població de Panará al riu Peixoto de Azevedo, on havien buscat refugi durant més de dos segles en pau i llibertat. Poc temps després la població de Panará disminuí dràsticament per culpa de les epidèmies.
Un nombre significatiu de llengües macrogê desaparegué a conseqüència de l'assentament europeu al Brasil. Els pobles més afectats foren els de la part oriental del país. Durant el s. XIX encara hi havia petits grups que parlaven llengües macrogê a la zona.

## Descripció lingüística
Les llengües macrogê són aglutinants i lleument sintètiques; combinen elements de marcatge de nucli i marcatge de modificador.

### Morfologia
Els paradigmes morfològics de les llengües macrogê no són massa complexos. Les classes de paraules es diferencien més per procediments sintàctics que per la presència d'afixos. Una característica peculiar de les llengües macro-gê de gairebé totes les branques és el marcatge del nucli sintàctic d'un sintagma nominal, verbal o postposicional, segons hi haja contiguïtat textual del complement que acompanya aquest nucli.
Aquesta peculiaritat pot ser molt antiga en les llengües macrogê, i deu remuntar-se al protomacro-gê. Incidentalment el mateix procediment apareix en algunes llengües tupí i carib, la qual cosa podria indicar que és un tret d'àrea que es generalitzà en les tres famílies o podria ser una evidència indirecta més d'una macrofamília gê-tupí-carib.
Els possessius solen apareixen com a pronoms proclítics (com en les llengües romàniques), tot i que algunes llengües com el yatê usen prefixos possessius. El nombre gramatical no se sol expressar morfològicament amb un afix, i cada sufamilia hi usa procediments diferents: en les llengües bororo s'usa tant l'addició de sufixos com el truncament; altres llengües no tenen marques de plural en els noms, tot i que poden tenir pronoms diferents per a les formes de plural. En altres llengües com el kaingáng el verb té formes diferents per a singular i plural, fetes a partir de prefixació, infixació, reduplicació o una combinació d'aquestes.
Moltes llengües macrogê manquen de concordança gramatical amb el verb. En canvi les branques yatê, karayá i guató tenen morfologies verbals complexes i concordança tant amb el subjecte com amb l'objecte.

### Sintaxi
Les llengües de la subfamília gê tenen un ordre SV en oracions intransitives i SOV en oracions transitives, en la majoria d'oracions declaratives. Aquests exemples procedents del canela del Timbira il·lustren aquest ordre en una oració intransitiva (1) i en una oració transitiva (2):
(1) kapi jʌpir
Capi pujar
'Capi va pujar'
(2) i kʰɾa tɛ ɾɔpti pupun
1ª fill ERG.PAS jaguar veure
'El meu fill va veure un jaguar'
El mateix ordre preval en maxakalí, krenák, yatê, karayá, boróro i rikbaktsá. Les dades sobre el kamakã, purí i ofayé són tan limitades que no se'n pot saber quin n'és l'ordre sintàctic. El karirí i el guató, però, s'allunyen notablement d'aquest ordre: en les oracions intransitivas tots dos tenen l'ordre VS mentre que en les transitives en kipeá s'usa VOS; aquests exemples (3) i (4) il·lustren aquest ordre:
(3) si-te karai
3ª-venir home.blanc
'L'home blanc vingué'
(4) si-pa kradzo no karai
3ª-matar vaca ERG home.blanc
'L'home blanc va matar la vaca'
En guató s'usa VSO en oracions transitives: aquests exemples provenen d'aquesta llengua:
(4) na-kɨni g-eti
INDC-dormir DET-xic
'El xic dorm'
(5) dt.-ɛ-ɾo g-ɛpagu g-ɛki
IMPERFV-3ª-menjar DET-jaguar DET-conill
'El jaguar es va menjar al conill'
A més totes les llengües macrogê tret del karirí i el guató són consistentment postposicionals. El karirí i el guató tenen tant preposicions com postposicions.
En totes les llengües tret del guató i el karirí el posseïdor precedeix al posseït.

## Comparació lèxica
Durant molt de temps el parentiu de les llengües macro-gê entre si ha estat només una conjectura plausible. La distribució geogràfica és molt àmplia i la diferenciació lèxica entre aquestes llengües és molt marcada, per això no és fàcil descobrir sèries àmplies de cognats que permeten reconstruir el protomacro-gê. Rodrigues (2000) en mostra algunes correspondències fonètiques regulars com les que es resumeixen en aquesta taula:
| I Branca Gê | II Kamakã | III Maxakalí | IV Krenák | V Purí | VI Karirí | VII Yatê | VIII Karayá | IX Ofayé | X Bororo | XI Guató | XII Rikbaktsá | XIII Yabutí | protoMG | Nombre de cognat         |
| ----------- | --------- | ------------ | --------- | ------ | --------- | -------- | ----------- | -------- | -------- | -------- | ------------- | ----------- | ------- | ------------------------ |
|             | w         |              |           |        | b         | f        | w           |          | b        |          |               | p, m        | *p      | 1, 2, 12, 34             |
| m, p        | w         | m, p         |           |        |           |          | b           | p, w     | w        |          |               | m           | *mp     | 3, 4, 16, 17, 21, 26     |
| m           | m         | m            | m         | m      | b         | m        | b           |          | m        |          |               |             | *m      | 35, 36, 37               |
| k, kʰ       | k         | k, ʧ         | k, ʧ      | k, ʧ   |           | kʰ       |             | k        | k        | k        | k             | k           | *k      | 7, 14, 19, 31, 33        |
| kɾ          | heɾ       | pt           | kɾ        |        |           |          | ɾ           | kɨt      |          |          | haɾ           |             | *kɾ     | 15, 25                   |
| ŋɾ          | gɾ        | kt           | ŋɾ        | ŋɾ     | kɾ        | kʰl      | θ           | kɨɾ      | kɨɾ      | kʰ       | kaɾ           | kaɾ         | *ŋɾ     | 8, 10, 30                |
| ɾ           | ɾ         |              | ɾ         |        | ɾ/d       |          | ɾ           | ɾ        | ɾ        | ɾ        | ɾ             | ɾ           | *ɾ      | 4, 8, 20, 22, 26, 27, 29 |
| ɔ           | o         | o            | o         |        | o         | o        | ɔ           | o        | o        | o        | o             | a?          | *o      | 1, 4, 11, 34             |
| õ           | õ         | õ            | ũ         | o      | u/o       | o        | õ           | o        | u/o      |          | u             | o/õ/ũ       | *õ      | 7, 13, 28, 32            |
| a           | a         | ã            | a         |        |           | a        | a           | ɛ        | a        | ɛ        | a             | a/ə         | *a      | 21, 23, 38, 39           |
| a           | a         | a            | o/ɔ       |        | o/i       |          | a           | ɛ/a      | i        | ɔ        | i             | a           | *ɔ      | 1, 12                    |
| ã           |           | ẽ            |           | ã      |           | a        | ə/a         |          |          |          |               |             | *ã      | 24, 36                   |

La llista de cognats en què es basa aquesta taula és:
1. 'espatlla': Ia pã, Ib pa, Ic pa, Aneu pɛ̃, IV po, VI bo, VII fe 'aixella', IX pɛ, XI pɔ, XIII ʧapa
2. 'fletxa': Ic po, Aneu puŋ, II wãj, III poj, V pa, pun, VI buj-ku, VIII wihi, X bëiga 'arc' < * bëj-ika 'fletxa-arquejo', VIII mo, XIII mo
3. 'destral': Ib kɾʌ-mɛŋ, Aneu mɛŋ, III ki-pik, IV kɾa-pok, V kɾa-dt.ŋ,
4. 'esquena': VI woɾo, VIII bɔɾɔ, IX -hoɾ, X poɾi
5. 'caiman': Ib mĩ-tu, II wɛj-i, III mɑʔãɲ, mãi X wai
6. 'venir': Ib tẽ, Ic dẽ, Aneu tĩ 'anar', II ni, III nĩn, IV ne, V nĩ, VI et, VII ʧi
7. 'beure': Ib kõm, kʰõ, III ʧoʔop, ʧom, IV ʧop, V some, VII kʰo, VIII õ, X ku, XI ókí, XII ku, XIII o
8. 'sec': Ib ŋɾə, Ic ʔɾɛ, VI kɾa, X xiɾewë, XII caɾo
9. 'menjar': Aneu ɾɔŋ 'empassar', VI do, VIII ɾo 'menjar carn', IX ɾõ, XI ɾo, XIII ɲ-õ 'menjar'
10. 'ou': Ib ŋɾɛ, Ic ʔɾi, Aneu kɾɛ̃, II sa-kɾi, III kiɾ, VIII θi, IX kite, XI kʰí, XII caɾi, XIII ɾẽ
11. 'ull': Ib nɔ, tɔ, Ic tɔ, II to, VII tʰo, VIII ɾoɛ
12. 'peu': Ia pɛno, Ib paɾ, Ic paɾa, Aneu pɛ̃n, II wade, III pota, IV pɔ,, VI bi, biɾi, VII fe-he, fet-, VIII wa, IX paɾ, X biɾi, XI àbɔ̀, XII piɾi, XIII pɾaj; proto-MY * paɾi
13. 'donar': Ib ŋõ, Ic ʦõ, III hõm, IV -ũp, hum, VII ko, VIII õ, IX no, XIII ũ
14. 'pèl': Ia ʃi, Ib kĩ, kʰĩ, II ke, III ʧi, IV ke, V ke, ʧi, XI ki
15. 'cap': Ia kɾã-, Ib kɾʌ̃, Ic ʔɾã, Aneu kɾĩ, II heɾo, xaɾo, IV kɾɛn, VIII ɾa, IV kitɛ, XII -haɾa-; proto-MY kɾã-
16. 'sentir': Ib dt., Ic wa-pa, Aneu mɛ̃ŋ, IV paw, IX paj, X pixa-ɾidi, XIII mə
17. 'mel': III paŋ, IV pəŋ